# Pilgördelmätare
Pilgördelmätare (Cyclophora pendularia) är en fjärilsart som beskrevs av Carl Alexander Clerck 1759. Pilgördelmätare ingår i släktet Cyclophora och familjen mätare. Arten är reproducerande i Sverige. Inga underarter finns listade i Catalogue of Life.

## Bildgalleri

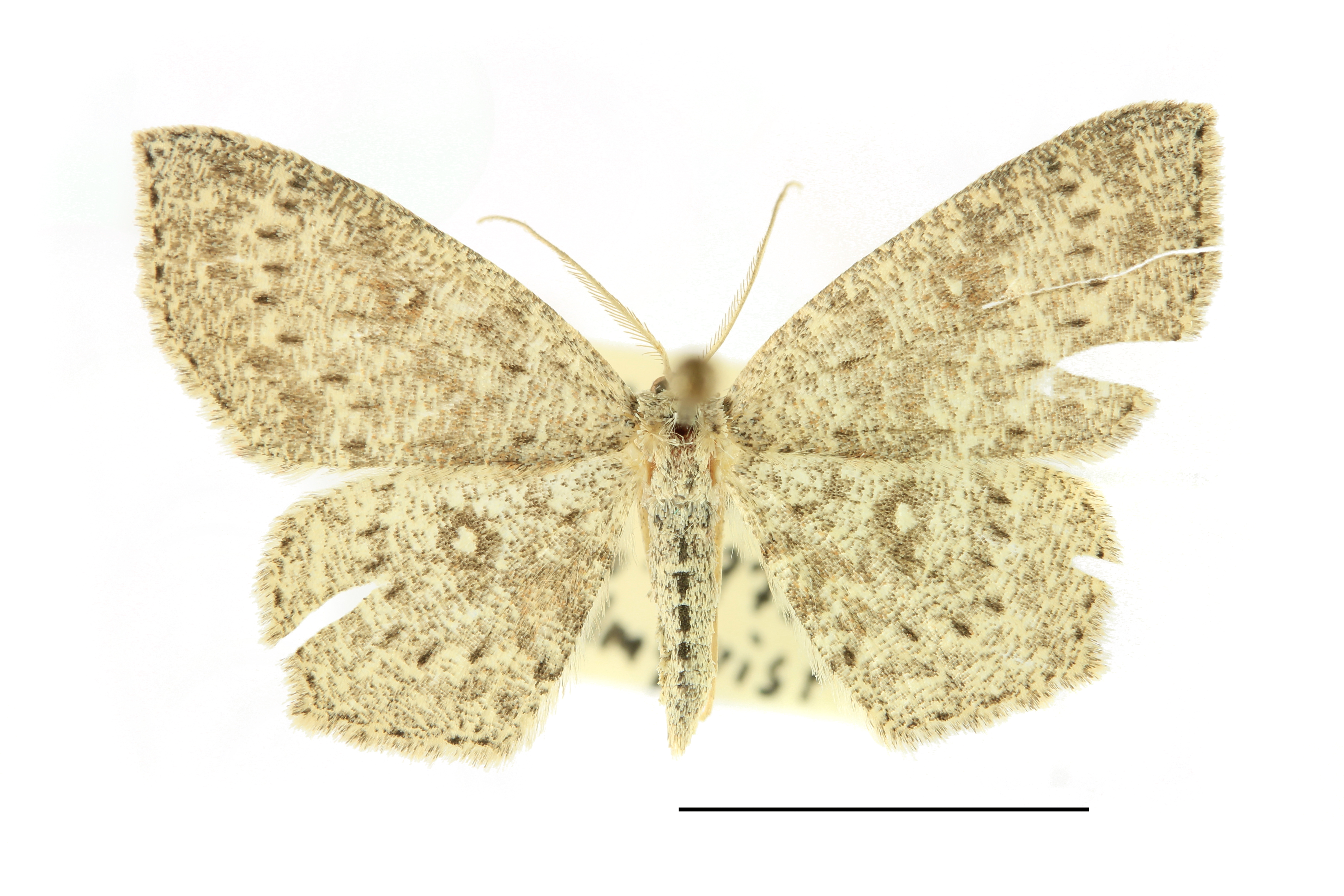
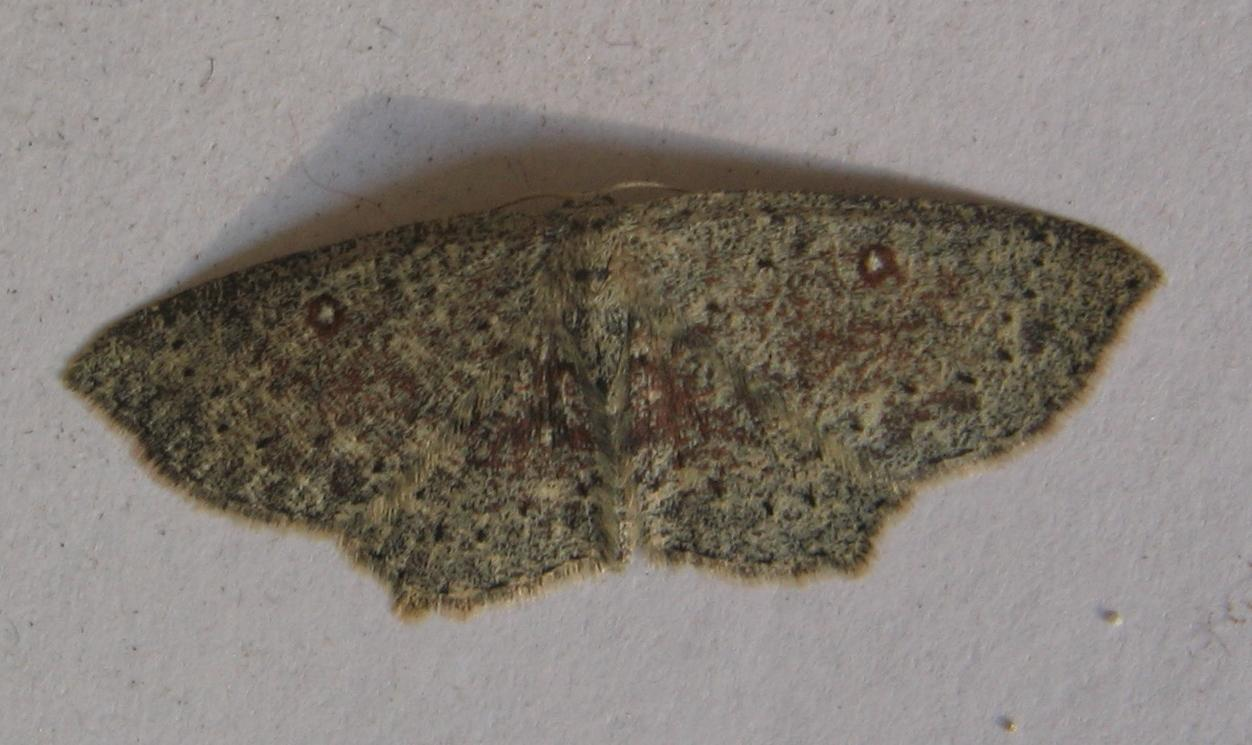
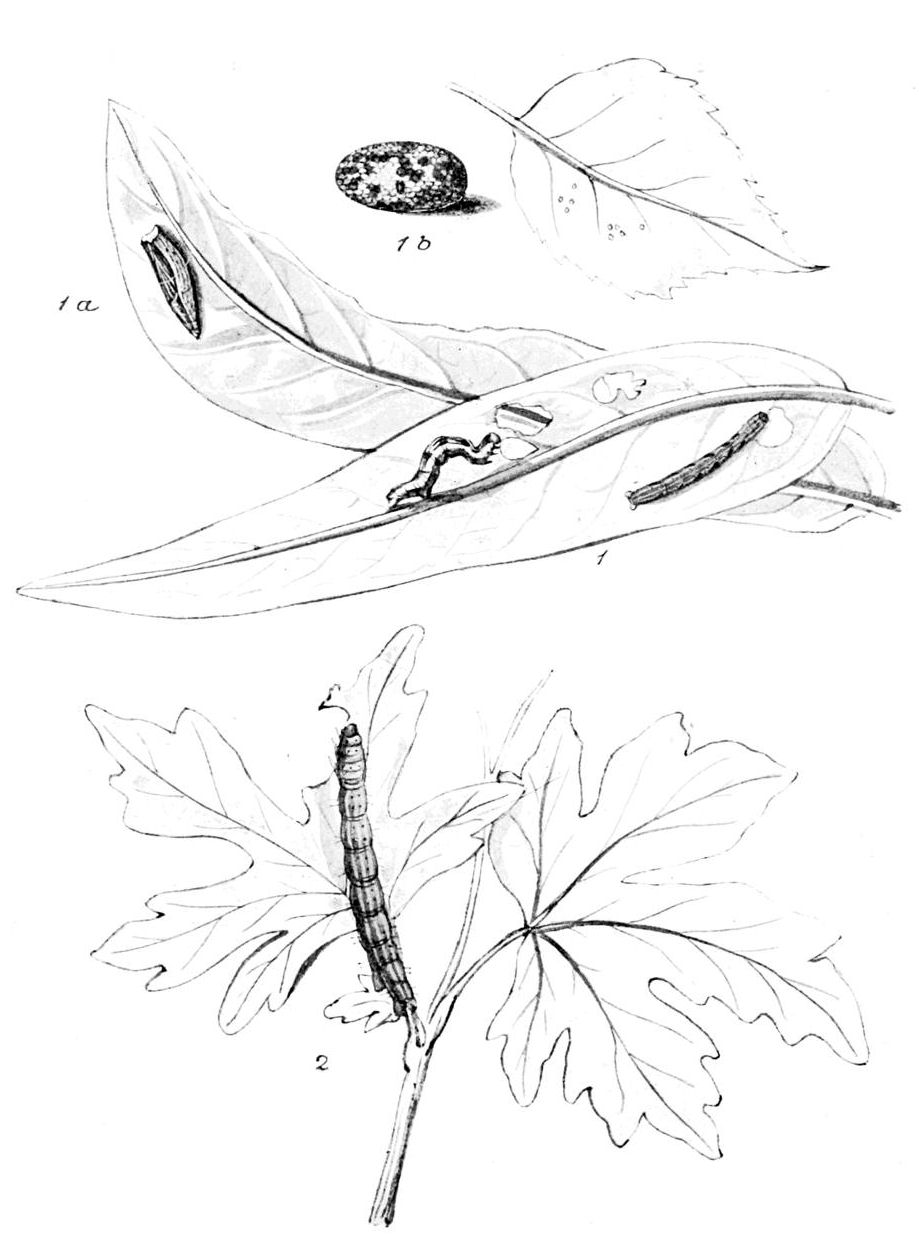
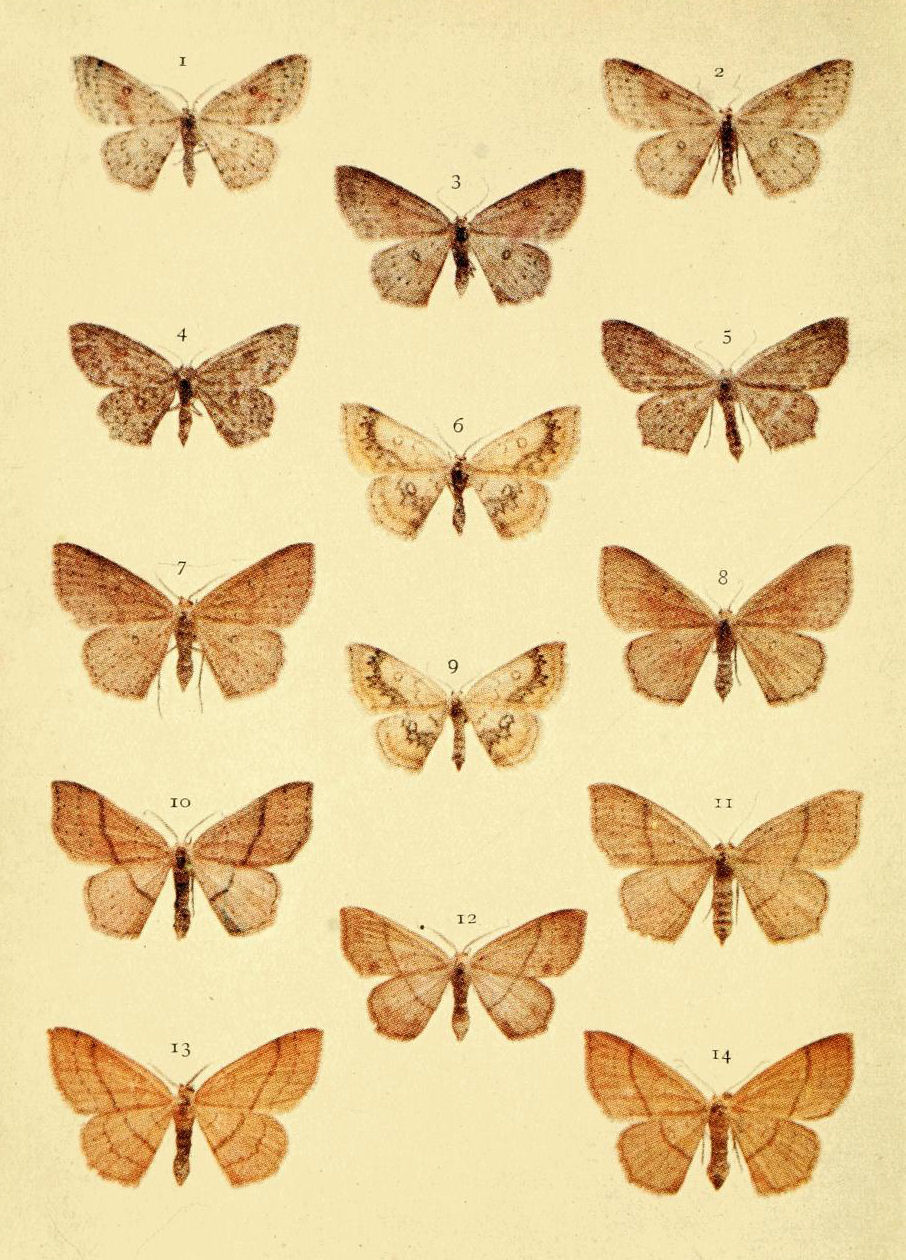